# Independência da Guiné Equatorial

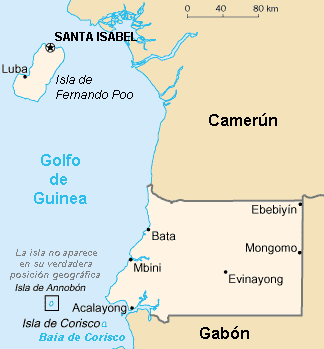
Mapa da Guiné Espanhola, colônia espanhola até 1968.

A independência da Guiné Equatorial da Espanha foi proclamada em 12 de outubro de 1968, durante o Undécimo Governo de Espanha da ditadura franquista, como parte do processo de descolonização da África apoiado pelas Nações Unidas.

## Cronologia

### Antecedentes
A atual Guiné Equatorial foi formada sob o reinado de Alfonso XIII em 1926, quando a colônia da Guiné Espanhola foi formada como uma fusão da colônia Rio Muni, da colônia Fernando Pó e Elobey, Annobón e Corisco. O governo espanhol de Franco não esperava se separar da Guiné Espanhola e em 1956 os territórios espanhóis no Golfo da Guiné tornaram-se a província espanhola do Golfo da Guiné. Pela Lei 46/59, de 30 de julho, a Província Espanhola do Golfo da Guiné, tornaria-se duas províncias; a Província de Fernando Pó e a Província do Rio Muni.
No entanto, a pressão das Nações Unidas forçou o governo espanhol a conceder-lhe alguma autonomia administrativa após o referendo sobre a autonomia da Guiné Equatorial em 1963, o que levou a um primeiro governo autônomo presidido por Bonifácio Ondó Edu e uma primeira Assembléia Geral Equatorial Guine presidida por Enrique Gori desde 1964 até junho de 1965, quando cedeu o posto a Federico Ngomo.

### Conferência Constitucional
Em novembro de 1965, a IV Comissão da Assembleia da ONU, aprovou um projecto de resolução no que se pedia a Espanha que fixasse o dantes possível a data para a independência de Guiné Equatorial. Em dezembro de 1966 o Conselho de Ministros do Governo espanhol lembrou preparar a Conferência Constitucional. Em outubro de 1967 inaugurou-se dita Conferência, presidida por Fernando María Castiella, ministro espanhol de Assuntos Exteriores; à frente da delegação guineana figurava Federico Ngomo. A Conferência Constitucional daria a luz à primeira Constituição de Guiné Equatorial, a qual seria submetida a referendo popular o 11 de agosto de 1968 baixo supervisão de Nações Unidas. Um 64,32% do electorado votou a favor da Constituição, que previa um governo com uma Assembleia Geral e um Tribunal Supremo com juízes nomeados pelo presidente.
Entre 22 de setembro de 1968 e 29 de setembro do mesmo ano as primeiras eleições gerais de Guiné Equatorial foram realizadas. Como resultado, Francisco Macías Nguema, encabeçando o partido Idea Popular de Guinea Equatorial se alçou ao poder, sendo seu mais próximo rival Ondó Edu, do Movimento de União Nacional de Guiné Equatorial. De fato, na Assembleia Geral o partido de Macías tinha ficado terceiro em número de cadeiras, atrás da formação de Ondó Edu.

### Assinatura da Ata da Independência
Em 11 de outubro de 1968 partiu para Guiné Equatorial a representação espanhola, encabeçada por Manuel Fraga, naquele momento ministro de Informação e Turismo no governo espanhol, em representação do Chefe do Estado, junto com o diretor geral da África e Próximo Oriente Gabriel Mañueco de Lecea; o secretário geral técnico do Ministério de Justiça Marcelino Cabañas; o secretário geral técnico da Secretaria Geral do Movimento, Luis Gómez de Aranlda; os diretores gerais de Comércio Interior, Leopoldo Zurnalacárregui; o de Indústrias Têxteis, Alimentares e Diversas, Rodolfo Martín Villa, e o de Impostos Indiretos, Manuel Aguilar Hardisson; o general Ricardo Morais Monserrat, segundo chefe do Estado Maior Central; o chefe de serviços no exterior, do Ministério de Informação e Turismo, Luis López-Ballesteros Cervino; o subdiretor geral de Informação, Joaquín Benítez Lumbreras; o magistrado do Tribunal Supremo, Ángel Escudero do Corral; o presidente da Audiência da Corunha, Jaime Castro García; o gerente do Plano de Desenvolvimento de Guiné Equatorial, Juan Álvarez Corucedo; o diretor da agência EFE, Carlos Mendo Baos, e um grupo de jornalistas. Nesse mesmo dia a Presidência do Governo publicou no Boletim Oficial do Estado o Decreto 2.467-1968 do 9 de outubro que, em sua parte dispositiva, estabelecia:
Artículo primero. — Se reconocen los resultados electorales proclamados por la Comisión Electoral de Guinea con fecha 2 de octubre del corriente año, y en su virtud se tiene al excelentísimo señor don Francisco Macías Nguema como presidente electo de la República de Guinea Ecuatorial.

Artículo segundo — Se declara independiente el territorio de Guinea Ecuatorial a partir de las doce horas del día 12 de octubre del corriente año, en cuyo momento tendrá lugar la ceremonia de entrega de poderes al presidente electo.— Diario La Vanguardia.
Finalmente, em 12 de outubro o país obteve a total independência, com Macías como primeiro presidente constitucional e Edmundo Bossio como vice-presidente, numa cerimônia de transferência de poder presidida por Manuel Fraga.

### Crise
Três dias após a proclamação de independência, Macías presidiu a primeira sessão da Assembleia Nacional da Guiné Equatorial no palácio da Câmara Agrícola de Malabo. Pastor Torao Sikara foi eleito presidente da câmara, Antonio Eworo vice-presidente e Armando Balboa secretário de atas. Ao fim da sessão, Macías, acompanhado por seus ministros de Exteriores, Atanasio Ndongo, e de Interior, Ángel Masié, recebeu ao subsecretario de Estado norte-americano para Assuntos de África, Josef Palmer, a quem solicitou ajuda.
A transição para a independência decorreu pacificamente, mas o novo país entrou rapidamente numa crise de instabilidade econômica e política que explodiria apenas quatro meses depois, em fevereiro de 1969, com uma grave crise diplomática com a Espanha, seguida em março pelo anúncio de Macías de uma tentativa de golpe de Estado dirigida por Atanasio Ndongo.

### Ditadura
A crise com Espanha foi resolvida em abril com a saída de quase toda a população espanhola estabelecida no país, porém em seguida se iniciou no país um período de repressão política e isolamento internacional. Durante estes meses de março e abril foram assassinados Atanasio Ndongo, ministro de Assuntos Exteriores; Saturnino Ibongo, embaixador do país na ONU; Pastor Torao Sikara, presidente da Assembleia Nacional; Armando Balboa, ministro de Informação e Turismo e o opositor político Bonifacio Ondó. Em dezembro de 1969 ocorreu o julgamento contra os destacados políticos Enrique Gori, Norberto Balboa, Vicente Ntutumu, Luis Angue Bacale, Santiago Ousa e outros, pela suposta tentativa de golpe de Estado do mês de março, resultando no desaparecimento e assassinato dos imputados, se produzindo um segundo julgamento contra opositores em dezembro de 1970 por um tribunal militar, numa política autoritaria e repressiva que não cessaria e que consolidaria-se por meio da proibição de todos os partidos (com a criação do PUN no começo do ano, convertido em julho de 1970 no Partido Único Nacional dos Trabalhadores).
Em maio de 1971 Macías revogou parte dos artigos da Constituição para assegurar seu poder pessoal e estabelecer uma ditadura de partido único, mediante o Decreto nº 115 (7 de maio de 1971). No mesmo decreto, Macías responsabilizava pelas tentativas de golpe de Estado "os neocolonialistas e imperialistas espanhóis, ponde em evidência seus lacaios traidores africanos" e justificava a revogação de parte do texto afirmando que a Constituição vigente, apesar de ele mesmo ter participado em sua elaboração, tinha sido "pré fabricada pela Espanha". Nesta mesma linha, em julho de 1972 promulgou uma Lei Constitucional pela que se declarava presidente vitalicio do país. A Constituição da Guiné Equatorial de 1973, que substituiu à anterior de 1968, consagrou o regime ditatorial de Macías através do PUNT.